# Diözesanmuseum St. Afra
Das Diözesanmuseum St. Afra ist das zentrale Museum der Diözese Augsburg und liegt im Augsburger Domviertel nördlich des Augsburger Doms. Eingebettet zwischen gotischem Domkreuzgang, romanischem Kapitelsaal des alten Domklosters und Resten des karolingischen Domes empfängt das Museum mit einer modernen Fassade die Besucher.
Bereits vor 1872 gegründet, wurde es Ende des 20. Jahrhunderts neu konzipiert und am 3. Juli 2000 eröffnet. Es stellt einzigartige Kunstwerke von internationalem Rang aus, darunter die Bronzetür des Augsburger Domes aus der Zeit um 1010, die Funeralwaffen Kaiser Karls V. aus dem Jahr 1559, zwei Messgewänder, die mit dem Namen des heiligen Ulrich (923–973) verbunden sind, einzigartige karolingische Gürtelfragmente und frühchristliche Textilien, ferner Metallarbeiten von höchster Qualität sowie Gemälde und Skulpturen von namhaften Künstlern der Kunstmetropole Augsburg.

## Geschichte
Das Museum ist spätestens seit 1872 existent. Auch wenn es keine Gründungsurkunde gibt, so ist es seit diesem Jahr in Schriftquellen zu fassen. Es hatte regelmäßige Öffnungszeiten, geregelte Eintrittspreise und seit 1877 auch ein wissenschaftliches, von Domkapitular Johann Paul Großhauser erstelltes Inventarverzeichnis mit 127 Nummern. Die Sammlung wurde 1910 dem städtischen Maximilianmuseum leihweise überlassen, weil die Museumsräume nicht ausreichend gegen Brand und Diebstahl gesichert waren. Seit 1983 gab es Überlegungen, die herausragenden Bestände zurückzuholen und ein Museum in der Trägerschaft der Diözese Augsburg wieder zu begründen. Einen wesentlichen Anlass dazu bildete die Notwendigkeit, die ottonische Bronzetür der interessierten Öffentlichkeit adäquat zu präsentieren. 1990 begann man schließlich mit vorbereitenden Bauarbeiten nördlich und westlich des Domkreuzgangs. Am 3. Juli 2000 wurde das Diözesanmuseum nach einem längeren Baustopp schließlich eröffnet.

## Gebäude
Das Diözesanmuseum St. Afra liegt nördlich und westlich des Domkreuzgangs und ist über diesen sowie über den Haupteingang in der Kornhausgasse zugänglich. Es besteht aus einem Neubau, der sogenannten Glashalle, die für die berühmte Bronzetür des Domes neu errichtet wurde, zwei Räumen, welche nach dem Zweiten Weltkrieg wieder ertüchtigt wurden, dem romanischen Kapitelsaal und der romanisch-gotischen Ulrichskapelle.
Archäologische Untersuchungen der Stadtarchäologie Augsburg erbrachten bedeutsame Erkenntnissen: So wurden nicht nur Reste römischer Wohnbebauung unterschiedlicher Zeitstufen (2.–5. Jahrhundert), sondern auch ein Teil des Querhauses des karolingischen Domes (frühes 9. Jahrhundert) und der ulrichszeitlichen Domklosteranlage (10. Jahrhundert) angetroffen. Diese Befunde sind in „archäologischen Fenstern“ in der Ulrichskapelle sichtbar.
Zum Rundgang des Museums gehört außerdem der größte Teil des dreiflügeligen Domkreuzgangs, der zwischen 1479 und 1510 errichtet wurde. Mit seinen 423 Grabplatten und Epitaphien, die teilweise von namhaften Künstlern angefertigt wurden, zählt er zu den am reichsten ausgestatteten Domkreuzgängen. Der Vorgängerbau geht vermutlich auf die karolingische Zeit zurück, spätestens seit der Ulrichszeit (923–973) ist er baulich nachgewiesen und seit dem späten 13. Jahrhundert diente er als Grablege der Domgeistlichkeit sowie der mit dem Domstift verbundener Adeliger und Patrizier.

## Sammlung
Das Museum präsentiert in seiner Dauerausstellung etwa 200 Exponate, - darunter beachtliche Kunstwerke von großem Seltenheitswert.
Am auffälligsten ist die monumentale Bronzetür mit ihrem rätselhaften Bildprogramm. Sie stand ursprünglich am Augsburger Dom, der jüngeren Bauforschungen zufolge bereits im ersten Jahrzehnt des 11. Jahrhunderts fertiggestellt gewesen sein dürfte. Die wohl dem ottonischen Neubau angehörende Tür dürfte damit die älteste mit figürlichen Szenen sein.
Dem Domschatz entstammen ferner außergewöhnliche Textilien, etwa ein sehr feines, aus Persien stammendes Seidengewebe des 6. oder 7. Jahrhunderts aus dem Sepulcrum des Westchoraltares des Doms und etliche mittelalterliche Reliquienbeutel und -taschen. Außer diesen Reliquienhüllen – und behältnissen werden im Museum mit dem Witgarius- und Albecund-Gürtel ferner zwei vorzüglich erhaltene Stoffbänder aus karolingischer Zeit gezeigt. Auf einem der drei Fragmente ist ein weiteres Band aufgenäht, das als Mariengürtel verehrt wurde und noch älteren Datums ist. Solch gut erhaltenen, frühen Zingula in der komplexen Brettchenwebereitechnik sind nur in Speyer und Augsburg überliefert. Ferner sind zwei Messgewänder ausgestellt, die mit dem Namen des heiligen Ulrich (890–973) verbunden sind. Die gelbe Seidenkasel stammt zwar erst aus der Zeit um 1000, zählt aber dennoch zu den äußerst raren Beispielen von Messgewändern vor und aus der Jahrtausendwende. Das weiße Messgewand besteht aus einem sehr feinen Baumwollgewebe und nicht wie bislang angenommen aus heimischem Leinen. Damit war es ähnlich kostbar wie die Seidenkasel, denn ihr Material oder der fertige Stoff musste ebenfalls aus dem Orient eingeführt werden. Die Faser ist mit sehr hoher Wahrscheinlichkeit in die Zeit zwischen 772 und 898 einzuordnen. Damit kommt das Gewebe als Messgewand des Bischofs Ulrich in Frage, wofür auch noch weitere Indizien sprechen.
Von singulärem Wert sind außerdem Helm, Schwert und Wappenschild aus den sogenannten  Funeralwaffen Kaiser Karls V. Es gab inner- und außerhalb des Habsburgerreichs zahlreiche Totengedenkfeiern, aber nur in Brüssel und Augsburg Staatsakte, deren Ablauf schriftlich dokumentiert ist. Die Funeralwaffen – einst gehörten auch noch Wappenfahnen der 12 Territorien und der Waffenrock dazu – wurden am 24. Februar 1559 in der Prozession mitgetragen und einen Tag später beim Totenamt an den Wänden des Trauergerüsts, das zu diesem Anlass im Dom errichtet wurde, aufgehängt. Sie wurden nach der Zeremonie dem Domkapitel geschenkt. Helm und Schwert wurden vom führenden Meister seines Faches, Anton Pfeffenhauser, in Augsburg gefertigt, der sich durch Großproduktionen von Kriegsgerät und Luxusharnischen für den europäischen Hochadel hervortat.
Das Diözesanmuseum St. Afra besitzt überdies eine wertvolle Sammlung von besonderen Altarkreuzen, früh- und spätmittelalterliche Handschriften von internationalem Rang, darunter ein Evangelistar der berühmten Klosterschreibschule auf der Bodenseeinsel Reichenau, Goldschmiedearbeiten ersten Ranges aus Augsburg sowie spätgotische Gemälde und Skulpturen von führenden Künstlern Augsburgs und Schwabens wie zum Beispiel Hans Burgkmair der Ältere, Leonhard Beck oder Jörg Lederer.

## Sonderausstellungen
- 2001: Wolle, Leinen, Seide. Moderne liturgische Kunst der Sr. Animata Probst aus Dillingen
- 2002: Kunst baut Brücken. Sammlung moderner religiöser Kunst aus dem Vatikan[9]
- 2003: Gold und Silber. Augsburgs glänzende Exportwaren[10]
- 2004: Hl. Afra. Eine frühchristliche Märtyrerin in Geschichte, Kunst und Kult[11]
- 2005: Die Ästhetisierung des Leidens. Lilian Moreno Sanchez
- 2006: St. Moritz. Eine Stiftskirche und ihr Kunstschatz im Wandel der Zeiten[12]
- 2007: Krokus, Tulpen und Levkojen. Kupferstiche aus dem Pflanzenbuch „Hortus Eystettensis“[13]
- 2007: Der heilige Bischof Simpert: Der fast vergessene Dritte im Bunde[14]
- 2008: Krippenkunst[15]
- 2009 Der Augsburger Dom in der Barockzeit[16]
- 2010: Johann Evangelist Holzer – Maler der Lichts[17]
- 2011: In Hildesheim erdacht, in Augsburg gemacht. Schätze aus dem Hildesheimer Diözesanmuseum
- 2012: Albrecht Dürer – Gestochen scharf und fein geschnitten. Das gesamte druckgrafische Werk[18]
- 2013: Barfuß vor St. Max. Von der Klosterkirche der Franziskaner zur Pfarrkirche St. Maximilian[19]
- 2014: Weihnachten ist PRÄSENT[20]
- 2015: Wer ist der Mann auf dem Tuch? – Eine Spurensuche
- 2016: Bruno Wank: Die sieben Todsünden.[21][22]
- 2016: Sehnsucht nach Erlösung. Arbeiten von Rita De Muynck
- 2017: Augsburg macht Druck. Die Anfänge des Buchdrucks in einer Metropole des 15. Jahrhunderts[23]
- 2017: Zeichen des Aufbruchs. Kirchenbau und Liturgiereform im Bistum Augsburg seit 1960[24]
- 2019: König, Bürger, Bettelmann. Treffpunkt Heilig Kreuz[25]
- 2020: en face. Harry Meyer #MuseumStAfra[26]
- 2020: Mariengeprägt[27]
- 2021: 1521[28]
- 2022: Kebab - Kulturgut erhalten, bewahren, ausstellen, begreifen[29]
- 2023: Das Ulrichskreuz - Ereignis + Erinnerung
- 2024: Ulrich - genial sozial loyal memorial[30]